# 콜카타급 구축함
콜카타급 구축함(Kolkata-class destroyer, Project 15A)은  인도 해군의 최대 구축함이다. 만재배수량 8,200톤으로, 세계적으로 손꼽히는 수준의 대형 전투함이다. 3척이 계획됐으며, 2척을 운용중이며, 1척을 취역할 계획이다. 이스라엘제 3차원 대공 레이다가 탑재되어 있으며, 브라모스 미사일과 바라크 미사일등의 첨단 미사일로 무장하고 있는 첨단 구축함이다.

## 동급 함정
| 함번 | 함명   | 용골설치         | 진수식          | 취역식          | 퇴역 | 기항   |
| ---- | ------ | ---------------- | --------------- | --------------- | ---- | ------ |
| D-63 | 콜카타 | 2003년 9월 27일  | 2006년 3월 30일 | 2014년 8월 16일 |      | 뭄바이 |
| D-64 | 코치   | 2005년 10월 25일 | 2009년 9월 18일 | 2015년 9월 30일 |      | 뭄바이 |
| D-65 | 첸나이 | 2006년 2월 21일  | 2010년 4월 1일  | 2016년 예정     |      | 뭄바이 |

## 역사

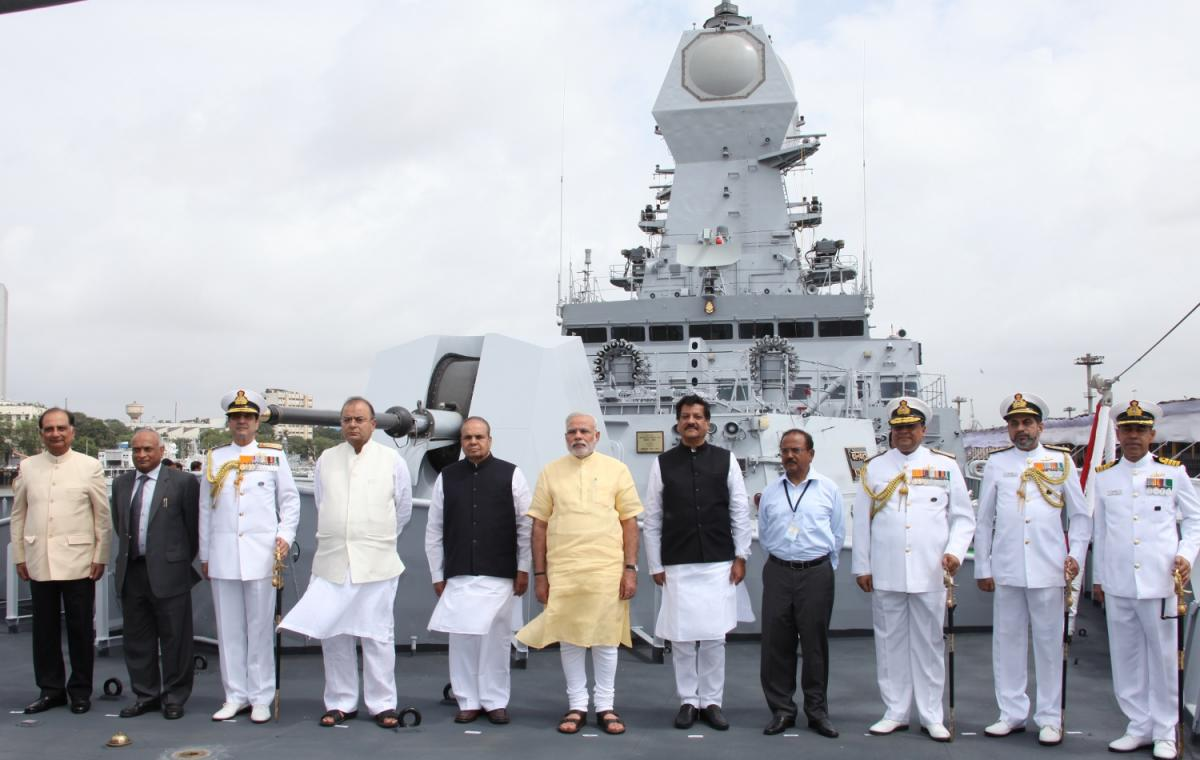
콜카타급 구축함 1번함, 콜카타함의 취역식

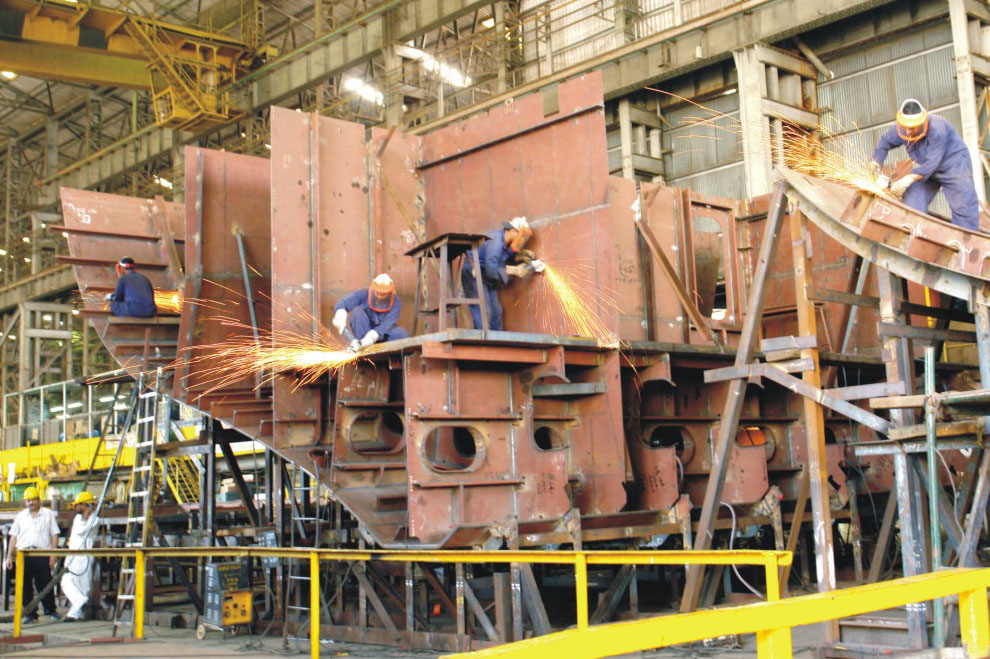
Mazagon 조선소의 건조 현장.

콜카타급 구축함은 2003년에 1번함을 용골설치했으나, 1번함의 취역식은 2014년이 될 정도로 늦은 배치를 했다. 콜카타급 구축함은 AESA 레이다를 탑재했으며, 브라모스 미사일로 무장한 우수한 성능을 자랑하는 구축함이다. 그러나 10년도 넘는 세월동안 계획수 3척을 다 실전배치하지 못하고 있는 실정이다.

## 콜카타급의 탐지장비 EL/M-2248

### 스펙(제원)
- 종류 : 3차원 대공 레이다
- 레이다 탐지거리 : 250km
- 밴드 : S 밴드
- 제조국 :  이스라엘
- 무게 : 1.5톤

### 레이다 탐지거리
- 고고도 전투기 목표물 : 250km 이상.
- 저고도 순항미사일 : 25km 이상.

## 같이 보기
- EL/M-2248 - 콜카타급 구축함의 레이다.
- 델리급 구축함 - 콜카타급 구축함의 이전 함급.
- 무라사메급 호위함
- 호바트급 구축함
- 비사카파트남급 구축함